# Amazonides rufulana
Amazonides rufulana är en fjärilsart som beskrevs av François Louis Nompar de Caumont de Laporte 1973. Amazonides rufulana ingår i släktet Amazonides och familjen nattflyn. Inga underarter finns listade i Catalogue of Life.